# Gustav Hanson
Gustav Einar Hanson (* 8. August 1934 in Honesdale; † 1. April 2019 in Snoqualmie) war ein US-amerikanischer Biathlet.
Gustav Hanson nahm am ersten olympischen Biathlonrennen der Geschichte bei den Olympischen Spielen 1960 in Squaw Valley teil. Mit neun Schießfehlern und daraus resultierenden 18 Strafminuten gehörte der US-Amerikaner in diesem Bereich zum Mittelmaß, wies mit einer Laufzeit von einer Stunde und 40:06,2 Minuten jedoch nach den beiden Briten John Moore und Norman Shutt die drittschlechteste Laufzeit auf und wurde in der Gesamtwertung als zweitschlechtester US-Amerikaner direkt vor seinem Landsmann Larry Damon 23. der 30 Starter.